# مجنون عليا
مجنون عليا (بالفارسية: مجنون علیا) هي قرية تقع في قسم آواجيق الجنوبي الريفي (مقاطعة تشالدران) في إيران. يقدر عدد سكانها بـ 77 نسمة بحسب إحصاء 2016.